# Lemuria czarna
Lemuria czarna, lemur mokok, akumba (Eulemur macaco) – gatunek ssaka naczelnego z rodziny lemurowatych (Lemuridae).

## Taksonomia
Gatunek po raz pierwszy zgodnie z zasadami nazewnictwa binominalnego opisał w 1766 roku szwedzki przyrodnik Karol Linneusz, nadając mu nazwę Lemur macaco. Miejsce typowe to Madagaskar (łac. Habitat in Madagascar). Holotyp nieznany, Linneusz swój opis oparł na tekstach wcześniejszych autorów.
Na całym obszarze Rezerwatu specjalnego Manongarivo w jego południowej części występują mieszańce z lemurią błękitnooką (E. flavifrons), dawniej uznawaną za podgatunek lemurii czarnej. Mieszańce przypominają E. flavifrons kolorem futra i brakiem kępek uszu, ale mają jasnobrązowe oczy. Populacje w Parku Narodowym Sahamalaza, na północ od rzeki Andranomalaza, różnią się kolorem futra i widocznymi kępkami uszu w porównaniu z populacjami z północnej części zasięgu występowania.
Autorzy Illustrated Checklist of the Mammals of the World uznają ten takson za gatunek monotypowy.

### Etymologia
- Eulemur: gr. ευ eu „typowy, dobry, prawdziwy”; rodzaj Lemur Linnaeus, 1758 (lemur)[14].
- macaco: afrykańska nazwa dla małp[15].

## Zasięg występowania
Lemuria czarna występuje w północno-zachodnim Madagaskarze od rzeki Mahavavy na południe do rzeki Andranomalaza, przy czym wschodnia granica jest słabo zdefiniowana, ale prawdopodobnie występuje w masywie górskim Tsaratanana; dodatkowe populacje występują w lasach półwyspu Ampasindava, na przybrzeżnych wyspach Nosy Be i Nosy Komba oraz w lasach przybrzeżnych na północny wschód od Ambanji (w tym na półwyspie prowadzącym do Nosy Faly). Introdukowany na małą wysepkę Nosy Tanikely.

## Morfologia
Długość ciała (bez ogona) 39–45 cm, długość ogona 51–65 cm; masa ciała 1,9–2 kg. Silnie zaznaczony dymorfizm płciowy spowodował, że przez wiele lat samce i samice uważane były za przedstawicieli różnych gatunków. Futro samców jest zwykle czarne, a samic rude z białym brzuchem.

## Ekologia i zachowanie
Lemuria czarna prowadzi zarówno dzienny, jak i nocny tryb życia. Całe życie spędzają na drzewach, po których bardzo sprawnie się poruszają. Zjadają pokarm roślinny (owoce, kwiaty i nektar) oraz zwierzęcy. Ciąża trwa 120–129 dni. Samica rodzi jedno, rzadziej dwa młode. Lemuria czarna żyje 20–25 lat.

## Status zagrożenia i ochrona
W Czerwonej księdze gatunków zagrożonych Międzynarodowej Unii Ochrony Przyrody i Jej Zasobów lemuria czarna od 2020 roku klasyfikowana jest jako gatunek zagrożony (EN, ang. endangered). Wcześniej była zaliczana do kategorii VU (ang. vulnerable ‘narażony’).
Gatunek ten, jak wszystkie Lemuridae spp., jest objęty konwencją CITES (załącznik I).